# Mjassischtschew WB-109
Die Mjassischtschew WB-109 (russisch Мясищев ВБ-109) war ein sowjetischer Bomber aus der Mitte der 1940er-Jahre. Die Bezeichnung erklärt sich aus der Verwendung als Höhenbomber („Wyssotny Bombardirowschtschik“, russisch Высотный бомбардировщик) und den vorgesehenen Triebwerken, zwei WK-109.

## Geschichte
Wladimir Mjassischtschew wurde am 25. Juni 1943 zum Produktionsleiter des Kasaner Flugzeugwerkes Nr. 22, das den zweimotorigen Bomber Pe-2 in Serie produzierte, ernannt. Bis zum Ende des Zweiten Weltkrieges optimierte er dessen Fertigung und entwickelte verbesserte Varianten. Auf Grundlage dessen konstruierte er Ende 1944 den Tagbomber DB-108, der jedoch zugunsten der Tu-2 nicht in die Produktion ging. Aus ihm entwickelte Mjassischtschew Anfang 1945 das Projekt eines Höhenbombers. Der Typ sollte in 10.000 Metern Höhe operieren können und als Antrieb zwei neu entwickelte WK-109-Motoren mit zweistufigen 2-Gang-Ladern (1.500 kW Höhenleistung) von Klimow erhalten. Da diese bei Erprobungsbeginn noch nicht ausgereift waren, musste man auf zwei WK-107A ausweichen. Die WB-109 war als freitragender Mitteldecker mit geradem Tragflächenmittelstück, in dessen Vorderkante sich auch die Kühler befanden, und elliptisch zulaufenden Außenflügeln konstruiert. Die Gondeln der Motoren dienten zur Aufnahme der Hauptfahrwerksräder, das Heckrad war ebenfalls einziehbar. Das Seitenleitwerk war in zwei Endscheiben links und rechts des Höhenleitwerks integriert. Wie schon bei der Pe-2 war der untere Teil des Bugs zur besseren Sicht verglast. Im Heck befand sich ein ferngesteuerter Waffenstand mit einer 20-mm-Maschinenkanone, eine weitere Maschinenkanone war fest eingebaut. Die Kraftstoffbehälter befanden sich in Rumpf und Tragflächen und fassten zusammen 1740 Liter. Im Bombenschacht konnten 2.000 Kilogramm Bomben sowie zusätzlich zwei 500-Kilogramm-Bomben an Unterflügel-Außenstationen mitgeführt werden. Die Besatzung bestand aus einem Piloten und einem Schützen/Funker, die in einer gepanzerten Druckkabine untergebracht waren. Die Panzerung betrug bis zu 10 mm, das Panzerglas hatte eine Stärke von 64 mm.
Im zweiten Halbjahr des Jahres 1945 begann die Flugerprobung der WB-109. Wegen des Anbruchs der Strahltriebwerksära wurde sie jedoch bald eingestellt.

## Technische Daten
| Kenngröße             | Daten                                                           |
| --------------------- | --------------------------------------------------------------- |
| Besatzung             | 2                                                               |
| Spannweite            | 17,8 m                                                          |
| Länge                 | 14,17 m                                                         |
| Flügelfläche          | 43,16 m²                                                        |
| Flügelstreckung       | 7,3                                                             |
| Leermasse             | 7.508 kg                                                        |
| Startmasse            | normal 9.900 kg maximal 11.900 kg                               |
| Triebwerk(e)          | zwei flüssigkeitsgekühlte 12-Zylinder-V-Motoren Klimow WK-107A  |
| Leistung              | 1.500 kW (2.039 PS) in Bodennähe 1.140 kW (1.550 PS) in 8.000 m |
| Höchstgeschwindigkeit | 595 km/h in Bodennähe 720 km/h in 9.000 m                       |
| Reichweite            | 2.200 km                                                        |
| Bewaffnung            | je eine 20-mm-MK in Bug und Heck                                |
| Bombenlast            | 3.000 kg                                                        |